# 纳因·莫达
莫哈末纳因·莫达（1967年11月25日—），是一位律师、法学家及法官，为马来西亚第23届内阁中主管宗教事务的首相署部长，于2022年12月3日宣誓就任，并同时以独立人士身份受委为的上议员。在2019年到2022年12月担任馬來西亞回教司法局第4任首席回教法官。

## 职业生涯
纳因先在马来西亚国际伊斯兰大学（伊大）取得法学士学位，然后在英国伦敦大学升学获取法学硕士学位，同时在母校伊大取得“伊斯兰教法及应用”文凭，最后在马来西亚国民大学（国大）完成其伊斯兰法学博士学位。
纳因最初在伊大任教，担任法学讲师，然后在森美兰和吉隆坡成为一名伊斯兰法律执业律师。1998年，纳因受委为八打灵回教法庭法官。2001年，转任吉隆坡联邦直辖区回教法庭法官。2003年到2005年，在马来西亚回教司法局担任研究官。同时，他也是国大及伊大的客座讲师。
除此之外，纳因也是英国牛津大学伊斯兰研究中心及美国哈佛大学法学院的客座学者，并在伊大、国大及玛拉工艺大学担任博士研究生的外部主考人。他也进入了马来西亚学术资格鉴定机构小组及委员会，并成为玛拉工艺大学的兼职教授。
纳因参加了当地及国际上许多关于家庭法律及伊斯兰法律的研讨会，并在国内外的不同学术会议上发表多篇论文。多家本地及外国伊斯兰银行及保险也聘请他担任顾问董事。
2022年12月3日，他获安华提名成为主管宗教事务的首相署部长。

## 个人荣誉
- 马来西亚：
  -  联邦护国有功成员勋章（AMN）（2008年）[3]
- 雪蘭莪：
  -  雪兰莪王冠拿督勋章（DPMS）—拿督（2015年）[4]
  -  苏丹沙拉夫丁依德利斯沙效忠斯里勋章（SSIS）—拿督斯迪亚（2020年）[5]
- 吉兰丹：
  -  吉兰丹效忠传令官勋章（BSK）
- 砂拉越：
  -  卓越服务奖章（金奖）（PPC）